# Little Buckaroo Ranch Barn
La Little Buckaroo Ranch Barn est une grange du comté de Grand, dans le Colorado, aux États-Unis. Construite en 1942, elle est protégée au sein du parc national de Rocky Mountain. Elle est par ailleurs inscrite au Registre national des lieux historiques depuis le 8 juillet 2009.